# The Sacred Armour of Antiriad
The Sacred Armour of Antiriad, o soltanto Antiriad come appare nelle schermate introduttive, è un videogioco della Palace Software uscito nel 1986 per Commodore 64, ZX Spectrum e Amstrad CPC. Negli Stati Uniti venne pubblicato da Epyx con il titolo Rad Warrior, anche per Apple II, MS-DOS e TRS-80 Color Computer.
L'ambientazione è la terra post-apocalittica e tornata allo stato selvaggio, dove il protagonista deve recuperare un'armatura sacra (sacred armour) per poter lottare contro invasori alieni.
L'edizione originale, disponibile in diverse lingue, include un fumetto di Dan Malone (autore anche di grafica e trama del gioco) che racconta il prologo della storia.

## Trama
Nel 2086, mentre le superpotenze mondiali stavano lavorando allo sviluppo di una invincibile tuta da combattimento antiradiazioni, la Terra venne devastata da una guerra nucleare. I pochi sopravvissuti, nei secoli successivi, formarono una nuova razza umana, resistente, pacifica e primitiva.
Ma un giorno sopraggiunse anche un'invasione aliena che con la sua superiore tecnologia ebbe facilmente la meglio sugli umani, che vennero ridotti a schiavi nelle miniere, mentre i tiranni alieni li comandavano dalla loro base all'interno di un vulcano spento.
Gli anziani di una tribù umana, per rovesciare gli oppressori, cominciarono ad addestrare segretamente dei guerrieri, tra i quali si distinse Tal, il protagonista del gioco. Basandosi sulle leggende del passato e su un antico disegno tecnico, gli anziani inviano Tal alla ricerca dell'armatura sacra di Antiriad, i cui poteri gli permetteranno di combattere gli oppressori. L'armatura è in realtà una delle supertute da combattimento che gli scienziati umani avevano realizzato secoli prima, e il nome Antiriad è una storpiatura di anti-rad che stava per "antiradiazioni".
A questo punto ha inizio il gioco; Tal, armato solo di sassi, deve addentrarsi tra foreste e antiche rovine, piene di pericoli naturali oltre che di pattuglie aliene, per ritrovare l'armatura e le varie componenti di cui ha bisogno. Grazie ai suoi poteri, tra i quali la capacità di volare e sparare, Tal dovrà introdursi nella base nemica all'interno del vulcano, risalendolo fino a raggiungere e distruggere il loro generatore centrale.

## Modalità di gioco
Il gioco è un'avventura dinamica che si svolge in un grande ambiente da esplorare, composto da numerose schermate fisse a piattaforme con visuale di profilo, collegate tra loro orizzontalmente o verticalmente.
Il giocatore controlla Tal che inizia l'avventura nella foresta alla base del vulcano, con la possibilità di correre orizzontalmente, saltare e lanciare sassi con traiettoria a parabola. Uno o due sassi ben lanciati possono eliminare la maggior parte dei nemici, che sono guardie aliene, perlopiù nella forma di mostri o robot volanti, e creature selvatiche mutanti. Il contatto con i nemici toglie energia a Tal fino a fargli perdere una delle cinque vite.
Nella parte inferiore dello schermo appare un cruscotto che si attiva quando Tal indossa l'armatura e mostra alcuni indicatori come l'energia della tuta e il livello di radiazioni esterno, che aumenta avvicinandosi al centro della roccaforte aliena. Tuttavia la tuta acquista le sue capacità solo man mano che Tal ritrova e ricollega le sue quattro componenti:
- dispositivo antigravitazionale, che permette alla tuta di muoversi, volando
- negatore di particelle, che protegge dalle alte radiazioni all'interno del vulcano
- raggio pulsar, per sparare
- mina a implosione, per distruggere l'obiettivo finale

La tuta ha una propria energia indipendente che cala toccando gli alieni e può essere ricaricata raccogliendo delle celle energetiche. Quando questa energia termina la tuta si ferma e Tal deve tornare a muoversi senza di essa, ma grazie a un teletrasportatore può sempre ritornare alla tuta anche se la lascia in un luogo inaccessibile. Si può anche uscire volontariamente dalla tuta; a volte è necessario per superare alcune barriere accessibili solo senza tuta.